# Euscyrtus japonicus
Euscyrtus japonicus är en insektsart som beskrevs av Tokuichi Shiraki 1930. Euscyrtus japonicus ingår i släktet Euscyrtus och familjen syrsor. Inga underarter finns listade i Catalogue of Life.